# إس-24 (صاروخ)
S-24 (بالروسية: C-24) والمعروف في إيران باسم "شفق"، هو نوع من الصواريخ جو-أرض عيار 240 ملم، تم تصميمه من قبل القوات الجوية للاتحاد السوفيتي. لا يزال هذا الصاروخ قيد الاستخدام في القوات الجوية الروسية، وأطلق عليه هذا الاسم نسبة إلى عياره الذي يبلغ 24 سم.

## التاريخية
كان الاتحاد السوفيتي أول مستخدم لهذا الصاروخ، حيث بدأ استخدامه في أوائل الثلاثينيات من القرن الماضي. إس-24بي يعتبر صاروخًا كبيرًا وقويًا وغير موجه، وهو أحد القلائل التي تمكنت من استبدال صواريخ BETAB-750DS التي استُخدمت خلال الحرب العالمية الثانية. تم تصدير هذا الصاروخ إلى العديد من الدول حول العالم، بما في ذلك تقريبًا جميع حلفاء الاتحاد السوفيتي.
في إيران، يتم إنتاج هذا الصاروخ تحت ترخيص وباسم محلي "شفق".

## التاريخ الحديث
في مارس 2023، تم الكشف عن نسخة محسّنة من صاروخ شفق بقدرات متطورة مقارنة بالنسخة السابقة. وفي فبراير 2024، أعلنت القوات المسلحة للجمهورية الإسلامية الإيرانية عن النسخة المطورة من هذا الصاروخ وأكدت دخوله الخدمة ضمن أسطول القوات الجوية للجيش الإيراني.

## المواصفات الفنية
شفق هو صاروخ ذكي يعتمد على باحث IIR (التصوير بالأشعة تحت الحمراء) لقفل الهدف. يتمتع بمدى 8 إلى 10 كيلومترات وسرعة تتراوح بين 2 إلى 2.7 ماخ. يزن الصاروخ 60 كغ، ويستطيع اختراق دروع تصل سماكتها إلى 1 إلى 1.5 متر على المركبات والدبابات. دقة إصابة الصاروخ تبلغ 30 سم مربع على مسافة 10 كيلومترات. يُعد شفق من أولى الصواريخ الإيرانية التي تستخدم تقنية الباحث التصويري بالأشعة تحت الحمراء (IIR)، مما يمنحه القدرة على تتبع الأهداف المدرعة أو البحرية من جميع الزوايا، مع مقاومة جيدة للتشويش والخداع.
الصاروخ يزن 48 كغ، ويبلغ طوله 189 سم، ومداه يصل إلى 20 كيلومترًا، مع رأس حربي يزن 13 كغ.

## التطوير والتصميم
شفق مبني على أساس صاروخ "شهاب ثاقب"، والذي بدوره يعتمد على صواريخ كروتال التي تم غنمها من العراق أو الصواريخ FM-80 التي تم شراؤها من الصين. يتميز شهاب ثاقب بآلية تحكم كانارد، في حين تم التخلي عن هذه الميزة في شفق، مما يثير تساؤلات حول آلية التحكم في هذا الصاروخ. يبدو أن استخدام تقنية التحكم باتجاه الدفع (TVC) غير محتمل بسبب قصر زمن احتراق محرك الصاروخ والمدة الطويلة نسبيًا لرحلته التي تتجاوز 10 ثوانٍ.

## مزايا الأداء
يتميز شفق بمدى 8 إلى 10 كيلومترات، مما يضمن أمانًا كبيرًا للمنصة الحاملة له ضد أنظمة الدفاع الجوي القصيرة المدى. يتم تثبيت الصاروخ على منصة إطلاق سداسية فوق مروحيات كوبرا.

## التطويرات الجديدة
في فبراير 2024، تم الكشف عن نسخة محسنة من شفق تشمل ميزات مثل الضرب الدقيق، تقنية "اضرب وانسَ" (Fire & Forget)، رأس حربي مطور، باحث بالأشعة تحت الحمراء، وزيادة المدى التشغيلي إلى 20 كيلومترًا.